# Poljski timijan
Poljski timijan (majčina dušica, lat. Thymus serpyllum) je trajna oko 30 cm visoka, grmasta biljka. Naziva se još babja dušica, dušica, vrisak, divlji bosiljak, tamjanika, materinka, papric, bukovica, vreskovina, poponak, čabrac. Majčina dušica je vrlo dobra paša za pčele, a povremeno se u plitku zdjelicu stavlja pred pčelinjak čaj od majčine dušice, zaslađen medom. Majčina dušica je višegodišna zeljasta biljka grmolikog oblika, vrlo jakog aromatičnog mirisa. Ova biljka je od velike pomoći u hladnim i vlažnim jesenjim danima, kada vladaju prehlade i gripa. Upravo zato ponekad se naziva “sirotinjskim antibiotikom”.

## Opis biljke
Puzeći grmić s brojnim izdancima i vriježama, grančice su mu uspravne, a listovi uski elipsasto sivo - zeleni s kratkim peteljkama, goli ili obrasli dlakama. Sitni svijetlocrveni do tamnocrveni cvjetovi razvijaju se na vrhovima ogranaka, a biljka u vrijeme cvatnje ima posebno ugodan aromatičan okus i miris. Poznat je veliki broj broj samostalnih oblika majčine dušice, ali ih nestručnjaci ne razlikuju i Thymus serpyllum je zapravo skupno ime za različite oblike i vrste, koje su međusobno povezane križancima i prijelaznim oblicima.

### Srodne vrste
Majčina dušica spada u porodicu usnača (lat. Lamiaceae). Majčina dušica i timijan imaju ista svojstva, s tim da su ona u timijana nešto izraženija. Srodna je s majoranom, mravincem (origano), bosiljkom, metvicom, ružmarinom i kaduljom. Postoji na stotine vrsta majčine dušice, čija se aroma u nekim slučajevima vrlo razlikuje. Najpoznatije su majčina dušica s mirisom limuna i naranče. Divlja majčina dušica se ponekad upotrebljava umjesto majčine dušice, ali je zapravo posebna alpska vrsta s manje izraženom aromom. Ulazi u sastav ljekovitih preparata za liječenje dišnih organa i probavnih organa. Koristi se kao začin, konzervans i antiseptičko sredstvo. Majčina dušica je omiljen lijek u narodnoj medicini. Kod nas se majčina dušica stoljećima upotrebljava, prije svega kao lijek za liječenje probavnih organa. Upotrebljava se protiv crijevnih parazita, a naročito protiv dječjih glista.

## Rasprostranjenost
Majčina dušica raste po suhim i sunčanim mjestima, na livadama, pašnjacima i na kamenju. U Hrvatskoj je vrlo rasprostranjena. Često se pojavljuje u većim skupinama uzduž međa, na suhim rubovima šuma, sunčanim mjestima bez stalne vlage i sjene. Odlična je pčelinja paša.

## Ljekoviti dio biljke
Cvate čitavo ljeto i sabire se čitava biljka (odreže se srpom) bez korijenja i osušenih dijelova biljke. Osušena biljka sadrži oko 0,6% eteričnog ulja (Oleum Serpylli), koje se sastoji pretežno od cineola, a najvažniji sastojak ulja, timol, zastupljen je u manjoj količini. Majčina dušica sadrži sadrži još karvakrol, tanin, gorke tvari i flavone.
Ljekoviti sastojci nalaze se jedino i isključivo u listu i cvijetu majčine dušice. Treba napomenuti da majčinu dušicu treba brati pažljivo. Nikako se ne smije čupati, jer se time biljka uništava. Treba odsjecati samo gornju polovinu lisnatih grančica u cvijetu i to škarama. Za zaštitu u vrijeme epidemija se preporučuje svakodnevna uporaba čaja od majčine dušice, jer ona ima svojstvo da zaustavlja razvoj mnogih patogenih klica, a neke i uništava. Bere se u svibnju, lipnju, srpnju, kolovozu i rujnu. Za liječenje se sabiru mladice s cvjetovima prije i za vrijeme cvatnje.  Upotrebljava se samo gornja trećina biljke.

### Kemijski sastav
Majčina dušica sadrži 44,0% ugljikohidrata, 24,3% celuloze, 13,2% ukupnog pepela, 6,8% bjelančevina, 4,6% lipida i dr. Sadrži 0,5% (divlja) do 2,5% (uzgojena ili vrtna) eteričnog ulja. U eteričnom ulju majčine dušice količinski dominantna komponenta je α-pinen (36,4%), a u većim koncentracijama su zastupljeni i β-ocimen (do 34,8%), 1,8-cineole (do 30,3%), α-kadinol (do 28,6%), kariofilenoksid  (do 27,2%) i borneol (do 27,1%).
Od makroelemenata nadzemni dijelovi sadrže(mg/g): kalij(26,10),Kalcij(12,20),magnezij(3,90) i željezo(0,95).
Sadržaj mikroelemenata(mkg/g): mangan(0,31),bakar i cink (po 0,48),kobalt(0,12),molibden(64,00),krom(0,10),aluminij (0,66),barij(0,58),vanadij(0,35),selen(7,10) ,nikl(0,20),stroncij(0,36),olovo(0,13) i bor (108,40).

## Ljekovito djelovanje
Poput sličnog timijana koristi se dosta u mediteranskoj kuhinji kao začin, a dodaje se povrću, raznim jelima od mesa, paštetama, ribi, salatama, umacima i juhama. Pretpostavlja se da neutralizira jako masna jela. Stavlja se često u začinsku mješavinu provansalske trave. Nadzemni dio biljke se tijekom cijele godine može koristiti za pripremanje čajeva i napitaka. Majčina dušica je poznata i u biljnoj medicini kao ljekovita biljka i koristi se za pripremanje ljekovitih pripravaka.
Suvremena znanost je dokazala prisutnost niza ljekovitih tvari koje opravdavaju upotrebu majčine dušice. Među njima su najvažnija eterična ulja, timol, karvakrol, gorke tvari, flavoni. Njihova prisutnost opravdava preventivnu upotrebu u vrijeme epidemija (kao antiseptik), u terapiji kod oboljenja praćenom kašljom. Britanska herbalna farmakopeja (engl. British herbal pharmacopoeia) uvrstila je majčinu dušicu u ljekovite biljke i u indikacijama za upotrebu navela oboljenja u kojima se ta biljka preporučuje: bronhitis, bronhijalni katar, upala grla, a posebno istaknula da je korisna za liječenje velikog kašlja (hripavac).

### Inhalacija
Majčinu dušicu možete i inhalirati (udisati), što će dovesti do još boljih rezultata u terapiji. Time ispunjavate dva glavna uvjeta za iskašljavanje: dobra hidratacija organizma i vodena para, koja sadržava ljekovite sastojke majčine dušice, uspješno razrjeđuju sekret u bronhijima.

### Biljni čaj
Da bi se dobio dobar čaj, podjednako je važna ispravna berba te biljke, njeno sušenje, pakiranje i čuvanje. Ljekoviti sastojci nalaze se jedino i isključivo u listu i cvijetu i vrlo su nepostojani spojevi koji se nestručnim branjem, sušenjem i čuvanjem mogu potpuno izgubiti, pa ćemo umjesto ljekovite biljke dobiti “običnu slamu”, a tako dobiven čaj neće donijeti očekivane rezultate. Dok je sušimo, trebamo je prevrtati drvenim ili staklenim štapićima. Ne hvatajmo je prstima.
Zato ljekovite čajeve nije preporučljivo kupovati na tržnicama, niti od neprovjerenih proizvođača za koje ne znamo primjenjuju li odgovarajuće mjere kvalitete u proizvodnji i preradi biljaka. Ovdje svakako pripadaju i “aromatizirani čajevi” iz filter-vrećica. Naime, ljekoviti sastojci lako isparavaju: najveći dio se gubi već pri mljevenju, a ostatak kratko nakon proizvodnje. Filter-vrećice su trgovački proizvodi namijenjeni potrošačkom društvu i nikako nisu proizvodi kojima ćete osigurati zaštitu u vrijeme epidemija ili adekvatnu terapiju narušenog zdravlja.
Važno je zapamtiti dva pravila:
- nikada ne kuhati u otvorenoj posudi.
- za pripremu uzeti dovoljnu količinu biljke.

Majčina dušica sadrži ljekovite sastojke koji lako isparavaju. Kuhanjem u otvorenoj posudi oni ispare, te tako pripremljen čaj nema ljekovita svojstva. Čaj pripremljen s nedovoljnom količinom biljke također nema ljekovita svojstva. Dakle, kako biste skuhali dobar čaj, uzmite jušnu žlicu majčine dušice, prelijte s 200 g kipuće vode, poklopite i nakon pola sata procijedite, zasladite medom i pijte tri do četiri šalice čaja na dan.

### Ljekovito djelovanje na bolesti
- majčina dušica raskužuje dišne putove, smiruje kašalj, hripavac, živce. Uspavljuje, pospješuje znojenje. Jača želudac i živce i dobro je sredstvo za dezinfekciju;
- čaj od majčine dušice kojemu dodajemo med ubrzava porođaj i olakšava ga. Služi kod neredovite mjesečnice, kod smetnji u mjehuru i bubrezima;
- za jačanje oslabjelih, živčanih i reumatičnih bolesnika pripremamo kupelj kojoj dolijemo čaj od te biljke;
- ne smijemo zaboraviti na čaj od majčine dušice kod upale pluća, oboljelih bronhija i gnojnih procesa u plućima;
- majčina dušica namočena u rakiji ili maslinovom ulju djelotvorna je kod bakterijskih oboljenja crijeva i pluća;
- možemo je upotrebljavati za masažu kod reume, gihta, drhtanja (tremora) udova, opće živčane slabosti i za jačanje mozga;
- kod glavobolje šaku majčine dušice stavimo pod kapu ili šešir;
- u narodnoj medicini treba navesti upotrebu majčine dušice kao sredstva za liječenje alkoholizma;
- bljedoća i slabokrvnost daljnja su područja liječenja majčinom dušicom. Vrlo vrijedna čajna mješavina za liječenje slabokrvnosti kod mladih i starih je majčina dušica pomiješana s jednakim dijelom koprive;
- majčina je dušica korisna paša za pčele jer ih čuva od bakterijskih bolesti;[5]

## Povijest
Majčina dušica je, kao i srodna joj biljka timijan, prastara ljekovita biljka. Je li biljka "thymos", Teofrasta i Dioskurida, današnja majčina dušica, nije sasvim sigurno, a koristili su je za smirivanje grčeva, ublažavanje upale crijeva i jetre. Prvi besprijekoran opis te biljke dao je Plinije Stariji, koji je izvijestio da je "serpyllum", tj. majčina dušica, bila sadržana u glasovitom terijaku, tj. univerzalnom lijeku u obliku kaše za unutarnju upotrebu, a primjenjivao se u starom i srednjem vijeku. Izrađivan je od velikog broja različitih sastojaka. Taj terijak, u kojem je bila i majčina dušica - pripisuje se sirijskom kralju Antiohu III Velikom (oko 200. pr. Kr.). Karlo Veliki je naređivao uzgoj majčine dušice.
Majčina dušica potječe iz južne Europe. Bila je poznata još Egipćanima. Poznato je da su Rimljani stavljali majčinu dušicu u svoje zalihe žitarica kako se ne bi pokvarile. Plinije Stariji također spominje majčinu dušicu kao ljekovitu biljku, isto kao i Hildegarda iz Bingena u Srednjem vijeku. Majčina dušica se danas prvenstveno uzgaja u južnoj i istočnoj Europi, a osim toga u sjevernoj Africi i SAD-u. 

### Ocat četvorice lopova
Ocat četvorice lopova je ocat s začinskim biljem, za kojeg je vezana legenda da je u Srednjem vijeku liječio od kuge. On se sastoji u osnovi od octa, u koji je namočena kadulja, timijan ili majčina dušica, lavanda i ružmarin, te dodatka bijelog luka (češnjak). Osim te osnovne mješavine, u ocat se mogu dodati i drugi začini ili ljekovite biljka, kao što su ruta, metvica ili pelin. Ocat četvorice lopova danas se prodaje u Provansi kao antiseptično sredstvo.

## Majčina dušica u kuhinji
Majčina dušica ima vrlo pikantan, blago gorak okus koji podsjeća na dim, kamfor i klinčić. Sadržaj eteričnog ulja ovisi o porijeklu, klimi, vremenu branja i vrsti skladištenja. Njemačka majčina dušica sadrži primjerice oko 3,5% eteričnog ulja, a francuska gotovo dvostruko. Glavne komponente su timol i karvakrol. U kuhinji se upotrebljava za:
- za mediteranska jela s mesom, pogotovo janjetinu, divljač, zečetinu i perad, variva, paštete, terine i kobasice
- za jela s jetricom i jetrenu paštetu
- za krepka jela s ribom
- za gljive
- za jela s krumpirima
- za posipanje mediteranskih kruhova, često zajedno s mravincem
- za mahunarke i jela s povrćem, npr. za rajčice, patlidžane, papriku, tikvice i luk
- za svježi (kozji) sir
- za juhe i umake
- za kiseljenje krastavaca i maslina i za aromatiziranje octa
- kao sastojak provansalskih trava i začinskog buketa
- kao sastojak egipatske mješavine začina dukka, koja se miješa s maslinovim uljem i može se upotrijebiti za umakanje bijelog kruha, slično kao i zahtar od preprženog sezama, ruja i majčine dušice
- za latinoamerička jela, pogotovo s grahom

Sušena majčina dušica začinjava bitno intenzivnije od svježe.